# Lincoln Phillips
Lincoln Abraham Phillips (Port of Spain, 4 settembre 1941) è un allenatore di calcio ed ex calciatore trinidadiano, di ruolo portiere.

## Caratteristiche tecniche

### Allenatore
Il general manager dei Washington Darts Norman Sutherland descrisse Phillips come un ragazzo maturo per la sua età (aveva infatti solo 27 anni quando il trinidadiano venne chiamato alla guida dei Darts) e allenatore ricco di fantasia. Phillips afferma che suo punto di forza era la preparazione militare avuta in gioventù e la propensione al dialogo con tutti i membri della squadra.

## Carriera

### Calciatore

#### Club
Inizia la carriera in patria nel Defence Force. Nel 1968 si trasferisce negli Stati Uniti d'America per militare con nel Baltimore Bays, notato durante i V Giochi panamericani e convinto anche dalla possibilità di iscriversi all'università. Con Bays ottiene nella stagione d'esordio della NASL il quarto posto della Atlantic Division, non accedendo così alla parte finale del torneo.
Nello stesso anno viene ingaggiato dal Washington Darts, per ricoprire l'incarico di allenatore-giocatore: Phillips è così stato il primo allenatore nero a guidare una squadra statunitense. Con i Darts vince l'American Soccer League 1968. Bissa il successo nella ASL anche la stagione seguente. Dalla stagione 1970 Phillips con i suoi Darts milita nella NASL, raggiungendone la finale, persa contro i Rochester Lancers. Phillips giocò da titolare entrambi gli incontri delle finali.
Nel 1972 torna ai ricostituiti Baltimore Bays, con cui gioca due stagioni nell'ASL.
Nel 1974 si trasferisce al Baltimore Comets, con cui raggiunge nella stagione d'esordio i quarti di finale del torneo, mentre in quella seguente ottiene solo il quinto ed ultimo della Eastern Division.
Nel 1998 è stato inserito nella "Hall of Fame of Trinidad and Tobago" e nel 2003 nella "Virginia-DC Soccer Hall of Fame".

#### Nazionale
Phillips giocò con la nazionale di calcio di Trinidad e Tobago e nel 1965 fu tra i convocati per il torneo "Independence Football Festival", disputato a Kingston, Giamaica. Nel 1967 partecipa con la sua nazionale ai V Giochi panamericani, con cui raggiunge le semifinali del torneo.

### Allenatore
Dopo la prima già citata esperienza da allenatore con i Washington Darts, nel 1970 viene assunto come allenatore degli Howard Bison, rappresentativa della Howard University, di cui lo stesso Phillips era studente.
Dal 1988 al 1989 è allenatore dei Maryland Bays, club militante nella ASL.
Nel 1990 è nominato allenatore della rappresentativa calcistica della Virginia Commonwealth University.

## Statistiche

### Cronologia presenze e reti in Nazionale
| Cronologia completa delle presenze e delle reti in nazionale ― Trinidad e Tobago | Cronologia completa delle presenze e delle reti in nazionale ― Trinidad e Tobago | Cronologia completa delle presenze e delle reti in nazionale ― Trinidad e Tobago | Cronologia completa delle presenze e delle reti in nazionale ― Trinidad e Tobago | Cronologia completa delle presenze e delle reti in nazionale ― Trinidad e Tobago | Cronologia completa delle presenze e delle reti in nazionale ― Trinidad e Tobago | Cronologia completa delle presenze e delle reti in nazionale ― Trinidad e Tobago | Cronologia completa delle presenze e delle reti in nazionale ― Trinidad e Tobago |
| Data                                                                             | Città                                                                            | In casa                                                                          | Risultato                                                                        | Ospiti                                                                           | Competizione                                                                     | Reti                                                                             | Note                                                                             |
| -------------------------------------------------------------------------------- | -------------------------------------------------------------------------------- | -------------------------------------------------------------------------------- | -------------------------------------------------------------------------------- | -------------------------------------------------------------------------------- | -------------------------------------------------------------------------------- | -------------------------------------------------------------------------------- | -------------------------------------------------------------------------------- |
| 7-2-1965                                                                         | Port of Spain                                                                    | Trinidad e Tobago                                                                | 4 – 1                                                                            | Suriname                                                                         | Qual. Mondiali 1966                                                              | -1                                                                               |                                                                                  |
| 21-2-1965                                                                        | San José                                                                         | Costa Rica                                                                       | 4 – 0                                                                            | Trinidad e Tobago                                                                | Qual. Mondiali 1966                                                              | -4                                                                               |                                                                                  |
| 7-3-1965                                                                         | Port of Spain                                                                    | Trinidad e Tobago                                                                | 0 – 1                                                                            | Costa Rica                                                                       | Qual. Mondiali 1966                                                              | -1                                                                               |                                                                                  |
| 14-3-1965                                                                        | Paramaribo                                                                       | Suriname                                                                         | 6 – 1                                                                            | Trinidad e Tobago                                                                | Qual. Mondiali 1966                                                              | -6                                                                               |                                                                                  |
| 5-8-1965                                                                         | Kingston                                                                         | Giamaica                                                                         | 4 – 0                                                                            | Trinidad e Tobago                                                                | Amichevole                                                                       | -4                                                                               |                                                                                  |
| 12-3-1967                                                                        | Tegucigalpa                                                                      | Honduras                                                                         | 4 – 0                                                                            | Trinidad e Tobago                                                                | Qual- Campionato CONCACAF 1967                                                   | -4                                                                               |                                                                                  |
| 14-3-1967                                                                        | Tegucigalpa                                                                      | Honduras                                                                         | 2 – 0                                                                            | Trinidad e Tobago                                                                | Qual- Campionato CONCACAF 1967                                                   | -2                                                                               |                                                                                  |
| Totale                                                                           |                                                                                  | Presenze                                                                         | 7                                                                                |                                                                                  | Reti                                                                             | -22                                                                              |                                                                                  |

## Palmarès
- American Soccer League: 2

Washington Darts: 1968, 1969